# Atimastillas
Atimastillas is een geslacht van zangvogels uit de familie Pycnonotidae (buulbuuls). Het geslacht telt twee soorten:
- Atimastillas flavicollis  – Geelkeelbuulbuul
- Atimastillas flavigula – Bleekkeelbuulbuul